# Clàssica de Sant Sebastià 1994
La Clàssica de Sant Sebastià 1994, 14a edició de la Clàssica de Sant Sebastià, és una cursa ciclista que es va disputar el 6 d'agost de 1994 sobre un recorregut de 238 km. La cursa formà part de la Copa del món de ciclisme.
Van prendre la sortida 181 corredors, dels quals 123 finalitzaren la cursa.
El vencedor final fou el francès Armand de las Cuevas, de l'equip (Castorama), que s'imposà en solitari a l'estatunidenc Lance Armstrong (Motorola) i l'italià Stefano della Santa (Mapei-Clas) que finalitzaren segon i tercer respectivament.

## Classificació general
|    | Ciclista             | Equip              | Temps      |
| -- | -------------------- | ------------------ | ---------- |
| 1  | Armand de las Cuevas | Castorama          | 5h 24' 44" |
| 2  | Lance Armstrong      | Motorola           | + 1' 56"   |
| 3  | Stefano Della Santa  | Mapei-Clas         | + 1' 57"   |
| 4  | Volodymyr Pulnikov   | Carrera-Tassoni    | + 2' 03"   |
| 5  | Andrei Txmil         | Lotto-Caloi        | + 2' 09"   |
| 6  | Gianluca Bortolami   | Mapei-Clas         | m. t.      |
| 7  | Pello Ruiz Cabestany | Euskadi-Petronor   | m. t.      |
| 8  | José Ramón Uriarte   | Banesto            | m. t.      |
| 9  | Àngel Edo            | Kelme-Avianca-Gios | m. t.      |
| 10 | Gianni Bugno         | Polti-Vaporetto    | m. t.      |